# برتشل (زلاغي الغربي)
برتشل (بالفارسية: پرچل) هي قرية تقع في إيران في قسم زلاغي الغربي الریفي. يقدر عدد سكانها بـ 319 نسمة بحسب إحصاء 2016.